# Ceriana pulchra
Ceriana pulchra är en tvåvingeart som först beskrevs av Herve-bazin 1913.  Ceriana pulchra ingår i släktet griffelblomflugor, och familjen blomflugor. Inga underarter finns listade i Catalogue of Life.